# Спица (оръжие)
Спица – част от петлето, в тилната му част и позволяваща неговото ръчно поставяне в бойно положение. Може да отсътства на самозарядните пистолети и револвери, което се счита за допълнителна мярка за безопасност.